# Incursión sobre el óblast de Bélgorod de 2023
La incursión sobre el óblast de Bélgorod fue un ataque armado realizado entre el 22 y el 23 de mayo de 2023 por un grupo armado proucraniano de sabotaje y reconocimiento que cruzó la frontera con Rusia desde el óblast de Járkov hacia el óblast de Bélgorod. Dos grupos formados por miembros de la oposición armada rusa leales a Ucrania, la Legión Libertad de Rusia (LSR) y el Cuerpo de Voluntarios Rusos (RDK, por sus siglas en ruso), atacaron diversos objetivos en el raión de Gráivoron, con el objetivo de «crear una zona desmilitarizada entre Rusia y Ucrania, destruir las fuerzas de seguridad que sirven al régimen de Putin y demostrar a los pueblos de Rusia que es posible crear focos de resistencia». La Legión Libertad de Rusia afirmó que los grupos tomaron el control de varias aldeas fronterizas en el distrito. En respuesta al ataque, el gobernador del óblast de Bélgorod, Viacheslav Gladkov, anunció la imposición del régimen de operación antiterrorista en la región, para combatir la incursión. Esta es el mayor ataque de este tipo realizadas por tropas proucranianas desde el comienzo de la invasión rusa de Ucrania.
Al día siguiente, 23 de mayo de 2023, el portavoz del Ministerio de Defensa ruso, Ígor Konashénkov, anunció que las tropas rusas habían interceptado y eliminado a los atacante ucranianos, añadió que los combates se habían saldado con la muerte y la destrucción de «más de setenta terroristas ucranianos, cuatro vehículos blindados y cinco camionetas» y que los supervivientes habían huido a territorio ucraniano donde habían sido constantemente atacados con fuego de artillería. Sin embargo, La Legión Rusia Libre, uno de los grupos implicados en el ataque, publicó varios videos en su canal de Telegram donde afirmaban que la «lucha continúa». Mientras que el otro grupo implicado, el Cuerpo de Voluntarios Rusos, dijo: «Un día vendremos para quedarnos. Mientras tanto, el movimiento partisano no está sujeto al marco de las operaciones de combate tradicionales», lo que parece indicar que efectivamente los atacantes han sido rechazados.
El 1 de junio, El RDK lanzó una nueva incursión cerca de la ciudad de Shebekino, según el RDK se trata de la prometida «segunda fase» de la lucha. Las autoridades militares rusas informaron que esta nueva incursión había sido repelida, según el Ministerio de Defensa ruso «Durante el intento de intrusión, fueron eliminados más de 30 militares ucranianos, y se destruyeron cuatro vehículos blindados de combate, un sistema de lanzacohetes múltiple BM-21 Grad, así como un vehículo de transporte».
Los bombarderos de artillería ucranianos contra zonas fronterizas de Rusia y las continuas incursiones de grupos armados proucranianos, principalmente en el óblast de Bélgorod, han obligado a las autoridades rusas a evacuar a los civiles que viven en dichas áreas a diversos centros de acogida temporal, principalmente en la ciudad de Bélgorod.

## Antecedentes
Desde el comienzo de la invasión rusa de Ucrania, que comenzó el 24 de febrero de 2022, se han informado de varios ataques en el oeste de Rusia, principalmente en las provincias (óblasts) de Briansk, Kursk y Bélgorod. Rusia ha acusado a Ucrania de ser responsable de estos ataques. Según The Moscow Times, «Ucrania no se ha atribuido la responsabilidad de los ataques[...] aunque tampoco ha negado formalmente estar detrás de ellos».
A principios de febrero de 2023, las autoridades del óblast de Briansk afirmaron que habían estado reforzando la frontera con Ucrania. El gobernador del óblast, Alexander Bogomaz, publicó fotos de una reunión con «comandantes del grupo que protege la frontera» en su canal de Telegram, y afirmó que «el trabajo realizado en la construcción de estructuras de protección y puntos fuertes fue muy apreciado por el comando de la Fuerzas armadas rusas».
El Cuerpo de Voluntarios Rusos, una unidad militar formada en agosto de 2022 por voluntarios rusos de extrema derecha que comenzaron a luchar por Ucrania en las filas del Regimiento Azov, se atribuyó previamente la responsabilidad de una breve incursión en el vecino óblast de Briansk en marzo de 2023, dos meses antes.

## Operaciones militares

### Primera incursión

#### 22 de mayo
Alrededor de las 11:00h (UTC+03:00) del 22 de mayo de 2023, aparecieron una serie de imágenes en varios canales rusos de Telegram que mostraban una incursión militar en un puesto de control fronterizo en el raión de Gráivoron del óblast de Bélgorod. Según el canal Shot de Telegram. Una serie de vehículos blindados ingresaron a Rusia a través del puesto de control de Gráivoron desde el lado ucraniano; según el canal prorruso de Telegram «Rybar», dos tanques, un transporte blindado de personal y nueve vehículos blindados de combate ingresaron a Rusia. Ese mismo vídeo también mostraba un helicóptero ruso Mi-8 arrojando bengalas sobre la localidad fronteriza de Kózinka, mientras se veía humo y el sonido de una sirena de emergencia era claramente audible. Así mismo se han publicado distintos vídeos en internet donde se ven cientos de coches de civiles evacuando el área.

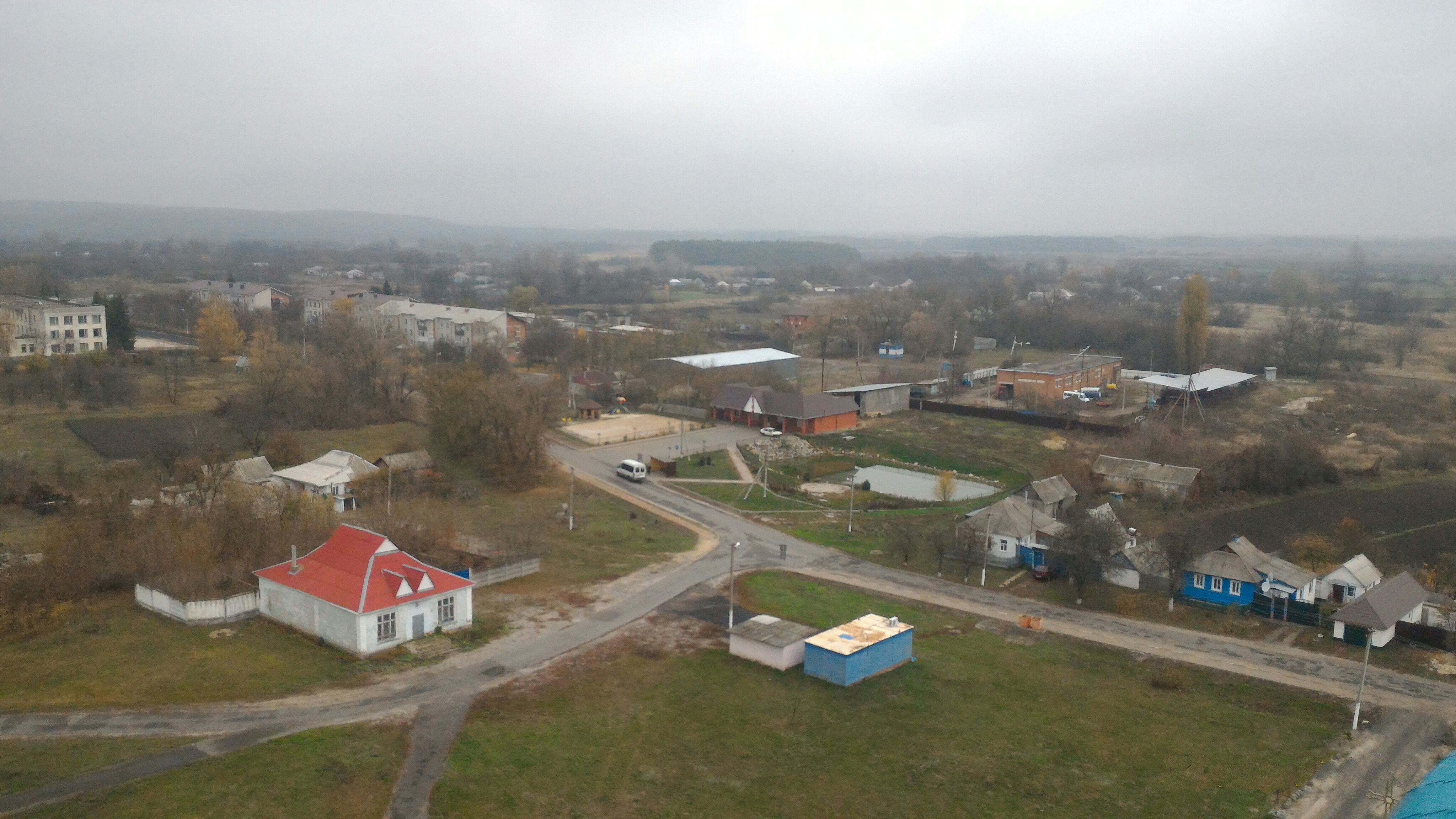
Vista aérea de la pequeña aldea fronteriza de Kózinka, que el 22 de mayo de 2023 se convirtió en el punto de partida de una incursión proucraniana en territorio ruso

Un poco más tarde ese mismo día el gobernador del óblast, Viacheslav Gladkov, confirmó un ataque el lunes y escribió que «Un grupo de sabotaje y reconocimiento de las Fuerzas Armadas de Ucrania penetró en el territorio del distrito de Graivoronski. Las Fuerzas Armadas de la Federación Rusa, junto con el Servicio de Guardias de Fronteras, la Rosgvárdia y el Servicio Federal de Seguridad de Rusia, están tomando las medidas necesarias para liquidar al enemigo». Según afirmó, había explosiones y ataques con drones en varias localidades de la región. El subjefe de la administración municipal de Gráivoron y dos trabajadores de emergencia resultaron heridos en un ataque que dañó el ayuntamiento.
La Legión Libertad de Rusia y el Cuerpo de Voluntarios Rusos se atribuyeron la responsabilidad de la incursión y anunciaron que las dos organizaciones que trabajaban juntas habían «liberado» las pequeñas aldeas fronterizas de Kózinka, Gora-Podol y Glotovo y que sus unidades de avanzada habían llegado a los alrededores de la capital del raión, Gráivoron. Algunos canales rusos de Telegram dieron una versión diferente, informando que se estaban produciendo combates en Kózinka, pero que la aldea no había sido capturada. Según el Instituto para el Estudio de la Guerra, Kózinka, efectivamente había sido capturada por las fuerzas proucranianas, pero que no estaba claro si los otros asentamientos también lo habían sido.
Además, la mañana del 22 de mayo de 2023, el Cuerpo de Voluntarios Rusos publicó tres videos en su canal de Telegram que mostraban a personas con uniforme militar enfrente de letreros de los asentamientos de Bezliúdovka en la región de Bélgorod, Churovichi en la región de Briansk y Liubimovka en la región de Kursk.
Mientras se llevaba a cabo la incursión, la Legión Libertad de Rusia publicó un vídeo que mostraba lo que parecía ser la bandera blanca, azul y blanca de la oposición rusa izada con varios globos en el centro de Moscú. La bandera que usa la legión se basa en esta bandera.
Por la tarde del 22 de mayo, Gladkov anunció en su cuenta oficial de Telegram que «para garantizar la seguridad de los ciudadanos en el óblast de Bélgorod», se estaban introduciendo restricciones de un «régimen de operación antiterrorista» en todo el óblast de Bélgorod, según las cuales los ciudadanos deberán proporcionar documentos que confirmen su identidad, restricciones al movimiento de personas y bienes, reubicación de parte de la población, suspensión de las comunicaciones, restricciones al alcohol y suspensión de las actividades de las industrias y organizaciones que utilicen sustancias explosivas, radioactivas, químicas y biológicamente peligrosas, entre otras restricciones. También dijo que las autoridades de Bélgorod están yendo de casa en casa en la localidad fronteriza de Gráivoron y en otras poblaciones cercanas para ayudar a evacuar a los civiles que no hayan podido marcharse por sus propios medios, y que «la mayor parte de la población» ya ha sido evacuada. Nueve aldeas fronterizas fueron evacuadas durante los combates, según funcionarios rusos.
Un poco más tarde, ese mismo día, el gobernador detalló que ocho personas resultaron heridas sin que se hayan producido víctimas mortales. Además, añadió, que la ceremonia conocida como «las últimas campanadas» en honor a los estudiantes que acaban sus estudios en los centros educativos, se realizará en formato remoto.
Bélgorod, como otras regiones rusas limítrofes con Ucrania, lleva meses bajo alerta de nivel medio lo que implica restricciones al movimiento, inspecciones de vehículos y posibles órdenes de evacuación a zonas seguras. Así mismo el aeropuerto de la capital provincial permanece cerrado desde que comenzó la guerra en Ucrania el 24 de febrero de 2022.

#### 23 de mayo
El martes, 23 de mayo, el gobernador de Bélgorod comentó en su canal de Telegram que «Continúa la limpieza del territorio por parte del Ministerio de Defensa junto con los organismos encargados de hacer cumplir la ley» y añadió que «Ahora hago un llamamiento a los residentes del distrito de Graivoron, quienes... abandonaron temporalmente sus hogares, no es posible regresar todavía», añadió que dos edificios habían sido atacados durante la noche por drones y que un civil había muerto durante la evacuación (aunque no especificó como había muerto) y otras dos personas habían resultado heridas. Posteriormente confirmó la muerte del civil «Lamentablemente, tenemos víctimas. Un civil de la aldea de Kózinka murió a manos de las Fuerzas Armadas ucranianas. Mis más sinceras condolencias a todos los familiares y amigos. Sé que su esposa se encuentra hospitalizada con heridas y está recibiendo todos los cuidados necesarios».
Ese mismo día, el portavoz del Ministerio de Defensa ruso, Ígor Konashénkov, anunció que las tropas rusas habían interceptado y eliminado a los atacante ucranianos que el lunes habían atacado varias aldeas fronterizas del óblast de Bélgorod. Según sus declaraciones «las formaciones nacionalistas fueron bloqueadas y derrotadas con ataques aéreos, fuego de artillería y acciones activas de las unidades del Distrito Militar Occidental que cubrían la frontera estatal», añadió que los combates se habían saldado con la muerte y la destrucción de «más de 70 terroristas ucranianos, cuatro vehículos blindados y cinco camionetas» y que los supervivientes habían huido a territorio ucraniano donde habían sido constantemente atacados con fuego de artillería «hasta que fueron eliminados por completo». El Ministerio de Defensa de Rusia también publicó varias imágenes de lo que dijo que eran vehículos militares abandonados fabricados en Occidente. Sin embargo, La Legión Rusia Libre, publicó varios videos en su canal de Telegram donde se puede ver a varios combatientes en un vehículo en movimiento donde afirmaban que la lucha continúa. Mientras que el otro grupo implicado, el Cuerpo de Voluntarios Rusos, dijo: «Un día vendremos para quedarnos. Mientras tanto, el movimiento partisano no está sujeto al marco de las operaciones de combate tradicionales», lo que parece indicar que efectivamente los atacantes han sido rechazados. Según la estimación del Instituto para el Estudio de la Guerra las fuerzas del gobierno ruso «probablemente» habían hecho retroceder a las fuerzas proucranianas el 23 de mayo y también indicó que la Brigada Azov y el Regimiento Kraken estaban realizando incursiones fronterizas separadas.
Ya por la tarde, Viacheslav Gladkov, gobernador del óblast, ordenó levantar el régimen de operación antiterrorista después de que el Ministerio de Defensa de Rusia afirmara que todos los atacantes habían sido eliminados o habían huido a Ucrania. También indicó en Telegram que los residentes evacuados de las localidades de Gráivoron y Golovchino ya habían regresado a sus hogares pero que los habitantes de las aldeas de Gora-Podol, Glotovo y Kózinka podrán regresar en un futuro cercano, pero sin dar más detalles. También indicó que mañana, 24 de mayo, después de las 15:00h se restablecería la electricidad y, junto con ella, las comunicaciones celulares y el suministro de agua.
A las 23:03h, Gladkov indicó en su cuenta de Telegram que un vehículo aéreo no tripulado lanzó un artefacto explosivo a una carretera en Bélgorod que alcanzó un coche pero que el artefacto no explotó, por lo que no hubo víctimas. El dron fue posteriormente derribado por las defensas antiaéreas rusas.
Según el oficial retirado del Ejército de los Estados Unidos, Mark Hertling, la incursión era parte de una operación de distracción de Ucrania para «mantener al ejército ruso a la defensiva» mientras se preparaba para su tan esperada contraofensiva.

### Consecuencias
El 24 de mayo a las 9:35h, Gladkov indicó nuevamente a través de su cuenta de Telegram que Fuerzas Armadas de Ucrania habían bombardeado la aldea de Terezovka en el raión de Shebekino. Lo que provocó heridas a un hombre en las piernas, lo cual eleva el número de heridos durante el ataque a trece. Un poco más tarde ese mismo día, Gladkov, también matizó que el martes, 23 de mayo, por la noche, el régimen de la operación antiterrorista fue cancelado en todo el óblast de Bélgorod y afirmó que los combates habían concluido porque las fuerzas antigubernamentales ya no estaban presentes en la zona. También afirmó que durante la noche del 22 al 23 había habido numerosos ataques de las Fuerzas Armadas ucranianas. El ministro de Defensa ruso, Serguéi Shoigú, reiteró la afirmación del gobierno ruso de que setenta «saboteadores» habían muerto y varios vehículos blindados destruidos o capturados. También advirtió que el ejército ruso responderá con más dureza a futuras incursiones.

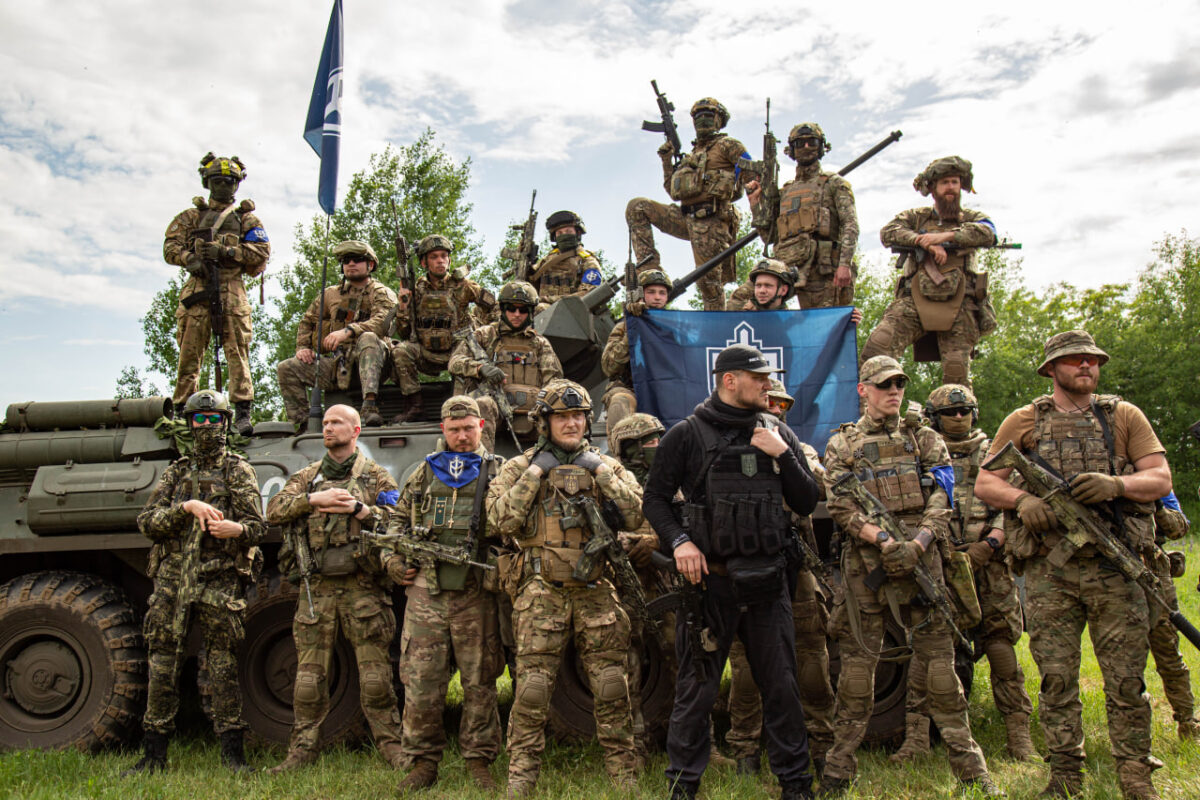
Miembros del Cuerpo de Voluntarios Rusos durante una conferencia de prensa del 24 de mayo

Por su parte, los dos grupos que habían participado en el ataque, la Legión Libertad de Rusia (LSR) y el Cuerpo de Voluntarios Rusos (RDK), realizaron una conferencia de prensa conjunta en una región fronteriza de Ucrania donde el portavoz de la Legión, Maximilian «César» Andronikov, declaró que habían logrado sus objetivos, capturaron equipos y personal militar ruso y regresaron al lado ucraniano de la frontera. También afirmó que solo dos de sus miembros murieron y diez resultaron heridos durante la operación. Finalmente prometió que la Legión regresaría algún día para liberar Bélgorod. Así mismo, Denís Nikitin, líder del Cuerpo de Voluntarios Rusos, dijo que estaban satisfechos con los resultados del ataque y que habían incautado armas, un vehículo blindado de transporte de personal y tomado prisioneros antes de abandonar el territorio ruso después de 24 horas. Dijo que dos combatientes del RVC resultaron heridos. Así mismo negó los informes de que sus combatientes estaban usando armas proporcionadas por los aliados occidentales de Ucrania y dijo que Ucrania solo brindaba apoyo con suministros médicos, combustible y alimentos.

### Segunda incursión

#### 1 de junio
El 1 de junio, nuevamente la Legión Libertad de Rusia (LSR) y el Cuerpo de Voluntarios Rusos (RDK) declararon que habían iniciado una nueva incursión armada en el óblast de Bélgorod. El RDK afirmó haber atacado la sede que el Ministerio del Interior tiene en Shebekino. El Portavoz del Ministerio de Defensa ruso, Ígor Konashénkov, informó que habían repelido esta segunda incursión, matando a «más de 30 terroristas ucranianos, cuatro vehículos blindados, lanzacohetes Grad y una camioneta han sido destruidos en la zona fronteriza con Ucrania». Al mismo tiempo el gobernador del óblast de Bélgorod, ha declarado que la región ha sufrido un fuerte bombardeo de la artillería ucraniana que ha provocado heridas a la menos diez personas (ocho personas en Shebekino y otras dos en Novopetrovka). Las autoridades rusas declararon que «terroristas ucranianos» lanzaron tres incursiones separadas en diferentes puntos de la frontera en el raión de Shebekino y que cada ataque había sido repelido y que el bombardeo de artillería «ucraniano» todavía estaba en curso el 1 de junio.
De acuerdo con el Instituto para el Estudio de la Guerra (ISW), el LSR y el RDK alcanzaron las localidades fronterizas de Shebekino y Nóvaya Tavolzhanka el 1 de junio. El ISW describió los ataques como incursiones, definiéndolos como «operaciones de asalto a pequeña escala que involucran una entrada rápida en territorio hostil para asegurar información, interrumpir fuerzas hostiles o destruir instalaciones». El gobernador Gladkov dijo que los residentes estaban siendo evacuados de los asentamientos y que todas las fuerzas «ucranianas» se habían retirado del óblast de Bélgorod al final del día.

#### 3 de junio
El 3 de junio, el gobernador de Bélgorod, Viacheslav Gladkov, denunció que tres mujeres y un hombre habían muerto y dieciséis personas heridas el sábado (3 de junio) debido a un intenso bombardero llevado a cabo por las Fuerzas Armadas ucranianas, contra varias localidades de la región. Según su declaración los ucranianos habrían lanzado hasta 547 proyectiles. En la localidad de Sobolevka, habrían muerto tres personas (dos hombres que trabajaban en un jardín y una mujer que fue alcanzada por la metralla en el abdomen y el pecho). Otras dos mujeres habrían muerto al ser alcanzado el coche en el que viajaban por un proyectil. Además siete personas resultaron heridas en la localidad de Razumnoye, cerca de Bélgorod. Otras ocho personas más resultaron heridas en el raión de Shebekinski, seis de ellas tuvieron que ser hospitalizadas.

#### 4 de junio
El gobernador Gladkov, publicó un vídeo en su cuenta de Telegram, donde dice que «El 4 de junio, las unidades que cubrían la frontera estatal del distrito militar occidental y el servicio fronterizo del Servicio Federal de Seguridad encontraron un intento de un grupo de sabotaje de terroristas ucranianos que intentaban cruzar el río cerca del asentamiento de Novaya Tavolzhanka». Según sus declaraciones el ataque ucraniano fue detenido por la artillería y la aviación rusa y luego se vieron obligados a retirarse a Ucrania. También pidió a los residentes de las zonas fronterizas con Ucrania que abandonaran sus hogares ante los constantes ataques de las fuerzas ucranianas que han dejado dos víctimas mortales en las últimas horas.
En un vídeo publicado en el canal de Telegram «Freedom of Russia», un hombre que afirmó ser el comandante del Cuerpo de Voluntarios Rusos dijo que entregaría a dos soldados rusos que tenían cautivos (uno de ellos gravemente herido) a cambio de una reunión con el gobernador de Bélgorod. Este ha expresado su disposición a entrevistarse con los atacantes aunque ha expresado su preocupación de que podían estar muertos. Además ha reconocido que al menos 4000 ciudadanos ya han abandonado la zona fronteriza y han sido evacuados a Bélgorod y otras localidades del óblast, así como el comienzo de la evacuación a Belogorsk, en Crimea, de parte de la población infantil. La reunión al final no tuvo lugar ya que Gladkov no se presentó, alegando que los prisioneros de guerra ya habían sido ejecutados. En respuesta, el LSR declaró que los prisioneros de guerra serían enviados a Kiev.
El 4 de junio, el Cuerpo de Voluntarios Polacos confirmó su participación en la incursión del 22 de mayo mediante un vídeo que publicaron en sus redes sociales, en el que se les puede ver con tanques T-72B ucranianos, vehículos blindados HMMWV estadounidenses y helicópteros Mi-8. Asimismo, señalaron que lucharon junto al Cuerpo de Voluntarios Rusos (RDK). Por su parte las autoridades polacas respondieron que su Gobierno no tiene relación alguna con el grupo de soldados. «Las actividades de los voluntarios polacos que apoyan a Ucrania en la lucha contra Rusia no deben identificarse con las autoridades de la República de Polonia».

#### 5 de junio
El 5 de junio, el Cuerpo de Voluntarios Rusos (RDK) anunció, a través de un vídeo en su cuenta de Telegram, que habían tomado el control de la pequeña localidad de Nóvaya Tavolzhanka, situada muy cerca de la frontera con Ucrania, «Nóvaya Tavolzhanka sigue sin interesar a las autoridades regionales ni federales. El único poder en este pueblo abandonado es el RDK». La localidad tenía, antes de la guerra, una población de 5000 habitantes, pero la mayor parte habían sido evacuados por las autoridades rusas debido a los constantes ataques de artillería ucraniana y a las incursiones de grupos proucranianos. El gobernador Gladkov admitió que las unidades militares rusas no habían podido ingresar en la localidad debido a los fuertes bombardeos ucranianos y que unas 100 personas permanecían atrapadas en la aldea.

#### 6 de junio
Varias fuentes rusas publicaron varios vídeos en diferentes cuentas de Telegram donde se puede ver soldados rusos que afirman que han expulsado al Cuerpo de Voluntarios Rusos (RDK) y la Legión Libertad de Rusia (LSR) del asentamiento fronterizo de Nóvaya Tavolzhanka. En varios vídeos subidos a Telegram se podían ver a soldados rusos enfrente del cartel de entrada de la localidad. Información que fue posteriormente confirmada por el gobernador Gladkov cuando afirmó que las fuerzas antigubernamentales ya no estaban en la región.

### Consecuencias
La ciudad de Shebekino (de 40 000 habitantes) ha sido el foco de intensos bombardeos ucranianos desde primeros de junio, lo que provocó la evacuación de casi toda la población civil de la ciudad que se ha refugiado en la capital regional de Bélgorod, donde las autoridades rusas los han alojado en albergues improvisados, según las declaraciones de los refugiados, la ciudad de Shebekino es, actualmente, una ciudad fantasma plagada de cráteres de bombas y con multitud de edificios de viviendas destruidos por los bombarderos ucranianos.
El 13 de junio el líder de la República de Chechenia, Ramzán Kadírov, informó a la prensa que enviará a cierta parte del grupo de fuerzas especiales Ajmat (formado principalmente por voluntarios chechenos y bajo su propio mando) al óblast de Bélgorod «para prevenir actos de sabotaje por parte de grupos armados de nazis ucranianos en zonas fronterizas de la región rusa de Bélgorod».

## Pérdidas

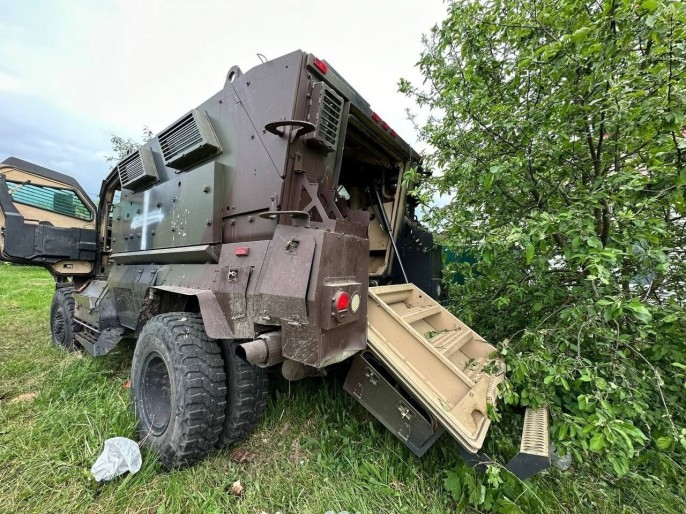
Un vehículo blindado International M1224 MaxxPro abandonado por los atacantes después de la incursión.

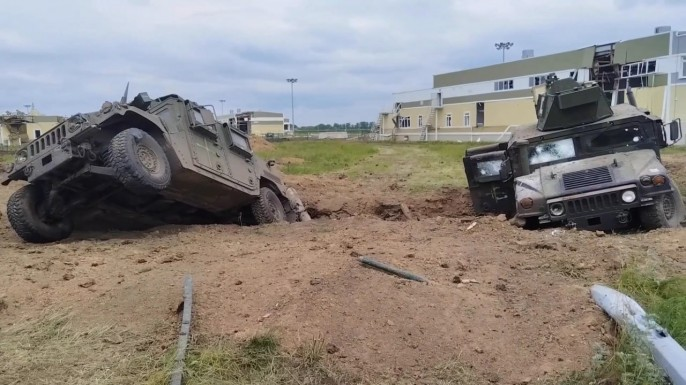
Dos vehículos M1151 Humvees de fabricación estadounidenses utilizados por los atacantes proucranianos y capturados posteriormente por Rusia.

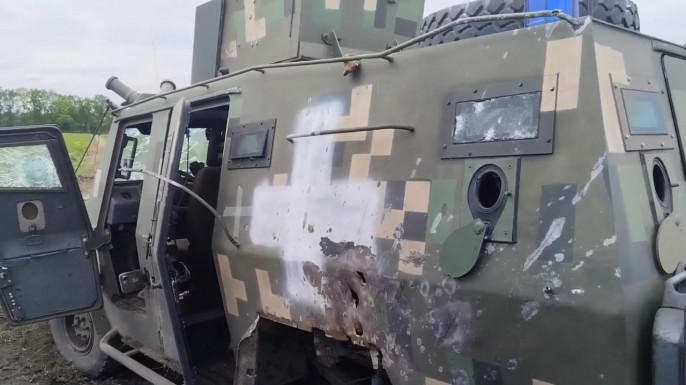
Un vehículo blindado Dzik-2 de fabricación polaca, que pertenecía a los atacantes, dañado durante los combates en Gráivoron.

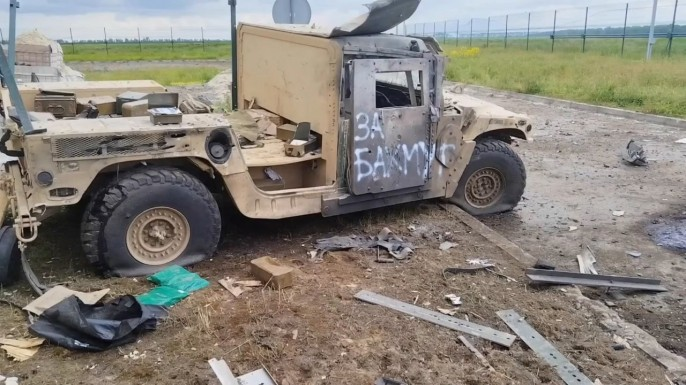
un vehículo blindado Humvee puesto fuera de combate durante los enfrentamientos en el puesto fronterizo de Gráivoron.

A continuación se enumera una lista de los vehículos destruidos o capturados de ambos bandos. Esta lista solo incluye vehículos y equipos militares de los cuales se dispone de evidencia fotográfica o videográfica.
| Rusia (5, de los cuales destruido: 3, capturados: 2)                                         | Rusia (5, de los cuales destruido: 3, capturados: 2)               | Rusia (5, de los cuales destruido: 3, capturados: 2)               |
| Vehículo                                                                                     | Número                                                             | Situación                                                          |
| Vehículos de combate de infantería (1, de los cuales capturado: 1)                           | Vehículos de combate de infantería (1, de los cuales capturado: 1) | Vehículos de combate de infantería (1, de los cuales capturado: 1) |
| -------------------------------------------------------------------------------------------- | ------------------------------------------------------------------ | ------------------------------------------------------------------ |
| BTR-82A                                                                                      | 1                                                                  | (1, capturado)                                                     |
| Artillería remolcada (1, de los cuales destruido: 1)                                         |                                                                    |                                                                    |
| cañón antitanque 100mm T-12                                                                  | 1                                                                  | (1, destruido)                                                     |
| Vehículos (2, de los cuales destruido: 2)                                                    |                                                                    |                                                                    |
| Camión Ural-4320                                                                             | 2                                                                  | (1, destruido), (2, destruido)                                     |
| Camioneta GAZ GAZelle                                                                        | 1                                                                  | (1, capturado)                                                     |
| Legión Libertad de Rusia (8, de los cuales destruidos: 2, capturados: 6)                     |                                                                    |                                                                    |
| Vehículo                                                                                     | Número                                                             | Situación                                                          |
| Vehículos Protegido Resistente a las Minas y las Emboscadas (2, de los cuales capturados: 2) |                                                                    |                                                                    |
| International M1224 MaxxPro                                                                  | 2                                                                  | (1, capturado) (2, capturados)                                     |
| Vehículos de trasporte de infantería (5, de los cuales destruido: 1, capturados: 4)          |                                                                    |                                                                    |
| KrAZ Cobra                                                                                   | 1                                                                  | (1, destruido)                                                     |
| M1151 HMMWV                                                                                  | 2                                                                  | (1 dañado y 2, capturados)                                         |
| M1152 HMMWV                                                                                  | 1                                                                  | (1, dañado y capturado)                                            |
| AMZ Dzik-2                                                                                   | 1                                                                  | (1, dañado y capturado)                                            |
| Vehículos (1, de los cuales destruidos: 1)                                                   |                                                                    |                                                                    |
| Camioneta Isuzu TF                                                                           | 1                                                                  | (1, destruido)                                                     |

Funcionarios rusos han dicho que al menos trece civiles murieron desde el comienzo de los ataques y que más de cincuenta resultaron heridos. Así mismo, miles de residentes de localidades fronterizas con Ucrania fueron evacuados.

## Implicación de Ucrania en el ataque
La Legión Libertad de Rusia ha sido descrita como parte de las Fuerzas Armadas de Ucrania, operando específicamente bajo el paraguas de la Legión Internacional de Defensa Territorial de Ucrania. Sin embargo, las autoridades ucranianas han declarado que la Legión Libertad de Rusia es «parte de las fuerzas de defensa y seguridad» cuando realiza actividades en Ucrania, mientras que es independiente de Ucrania fuera del país.
Cabe destacar que Estados Unidos y algunos de sus aliados han suministrado armas a Ucrania con el compromiso, por parte de Ucrania, de que no utilizaría ese armamento para atacar objetivos en Rusia. Por su parte Ucrania siempre ha negado su implicación en ataques anteriores en territorio ruso, incluidos los ataques que afectaron los aeródromos rusos, la infraestructura energética e incluso el ataque con aviones no tripulados contra el Kremlin a principios de este mes achacándoles a «grupos partisanos». Sin embargo estos «partisanos» tienen su base en territorio ucraniano y están armados con vehículos militares de fabricación estadounidense, incluidos Humvees y vehículos resistentes a las minas International Maxxpro 1224, los cuales Estados Unidos ha entregado varios cientos al ejército ucraniano.
En declaraciones a los medios, el líder Cuerpo de Voluntarios Rusos (RDK), Denís Nikitin, dijo que las autoridades ucranianas «alentaron» a su grupo, pero negó que proporcionaran armas, equipos o instrucciones. Dijo que el ejército ucraniano acogió a miembros heridos del RVC, pero ese fue todo el alcance del apoyo, diciendo que «Cada decisión que tomamos... más allá de la frontera estatal es nuestra propia decisión. Obviamente, podemos preguntarles a nuestros camaradas [ucranianos], amigos por su ayuda en la planificación». Negó los informes de que sus combatientes estaban usando armas proporcionadas por los aliados occidentales y dijo que Ucrania solo brindó apoyo con suministros médicos, combustible y alimentos.
Según BBC News, es poco probable que la incursión se haya realizado sin la asistencia de la inteligencia militar ucraniana, y puede jugar con las narrativas del gobierno ruso de que Rusia está siendo atacada por fuerzas respaldadas por Occidente.
Mark Galeotti, jefe de la consultora Mayak Intelligence, citado por Reuters, dijo que los militares que habían participado en el ataque les une el único deseo de expulsar a Putin del gobierno de Rusia «Pero al mismo tiempo, tenemos que darnos cuenta de que estas no son fuerzas independientes... Están controladas por la inteligencia militar ucraniana. Dependen de los ucranianos para obtener armas y apoyo».
El 3 de junio, el periódico estadounidense The Washington Post publicó que, de acuerdo con las declaraciones de varios a funcionarios estadounidense vinculados a los servicios de Inteligencia, los asaltantes utilizaron equipo militar y armas suministradas por la OTAN.  Durante el ataque se emplearon al menos cuatro vehículos tácticos suministrados inicialmente al Ejército ucraniano por Estados Unidos y Polonia, tres Vehículos Protegido Resistente a las Minas y las Emboscadas, también conocidos como MRAP, de los utilizados en la incursión fueron proporcionados por los Estados Unidos y el cuarto por Polonia. Además los militares proucranianos también estaban equipados con rifles fabricados en Bélgica y la República Checa y al menos un lanzacohetes antitanque AT-4 de fabricación sueca pero de uso común entre las tropas estadounidenses y de la OTAN.
El 4 de junio, el gobierno de Bélgica pidió explicaciones al de Ucrania por el uso de fusiles SCAR de fabricación belga durante la incursión de elementos proucraniana del 1 de junio contra varias aldea del óblast ruso de Bélgorod.

## Reacciones

### Ucrania
Según el portavoz de la Agencia de Inteligencia Militar de Ucrania (HUR), Andriy Yusov, del 22 de mayo, la incursión fue llevada a cabo por el Cuerpo de Voluntarios Rusos y la Legión Libertad de Rusia, según sus declaraciones «Sí, hoy el Cuerpo de Voluntarios Rusos y la Legión Libertad de Rusia, que consisten en ciudadanos de la Federación Rusa, han lanzado una operación para liberar estos territorios de la región de Bélgorod del llamado régimen de Putin y hacer retroceder al enemigo para poder crear una cierta zona de seguridad para proteger a la población civil ucraniana». Afirmó que la fuerza de ataque estaba compuesta únicamente por ciudadanos rusos. El asesor principal del presidente ucraniano, Myjailo Podolyak, dijo que Ucrania estaba monitoreando la situación con interés, pero que no estaba involucrada en el conflicto. Podolyak afirmó que «los tanques se venden en cualquier tienda militar rusa» y que los combatientes son ciudadanos rusos que forman parte de grupos guerrilleros clandestinos. El presidente ucraniano, Volódimir Zelenski, también dijo que el gobierno ucraniano «no había tenido nada que ver» con la incursión, y culpó a un supuesto «movimiento de resistencia ruso».

### Rusia
El portavoz del Kremlin, Dmitri Peskov, calificó el ataque como un intento de Ucrania de desviar la atención de la toma de la ciudad de Bajmut por las tropas rusas: «Sabemos perfectamente que el objetivo de semejantes actos consiste en distraer la atención de la dirección de operaciones de Artiómovsk y minimizar el efecto político de la pérdida de esa ciudad por la parte ucraniana». También dijo que el presidente ruso, Vladímir Putin, fue informado sobre el incidente.
El 23 de mayo el Comité de Investigación de Rusia comunicó que había abierto una causa penal por terrorismo contra las personas implicadas en el ataque. Desde dicho organismo señalaron que el expediente penal se abrió sobre la base de crímenes estipulados en el Código Penal de Rusia, como «atentado terrorista, atentados contra la vida de funcionarios de seguridad, tentativa de asesinato, destrucción o daños intencionados a la propiedad y tráfico ilegal de armas y explosivos».
Dmitri Medvédev, el vicepresidente del Consejo de Seguridad de Rusia, culpó al gobierno ucraniano y a sus aliados occidentales del ataque «La responsabilidad de estos (actos de sabotaje) recae en el régimen de Kiev y, en última instancia, en sus patrocinadores al otro lado del océano, es decir, Washington y los países de la Unión Europea junto con estados como Gran Bretaña y otros. Esta es su responsabilidad directa e inmediata». Además describió a los atacantes como «basura» que «deberían ser exterminados como ratas».

### Estados Unidos
El portavoz del Departamento de Estado de los Estados Unidos, Matthew Miller, afirmó que si bien Estados Unidos «no permite ni alienta los ataques fuera de las fronteras de Ucrania», «es Rusia la que inició esta guerra» y, por lo tanto, «depende de Ucrania decidir cómo quieren llevar a cabo sus operaciones militares». También reconoció los informes «que circulan en las redes sociales y en otros lugares» de que en el ataque se usaron armas suministradas por Estados Unidos, pero dijo que Estados Unidos era «escéptico en este momento sobre la veracidad» de tales informes.